# Герб Фалёнского района
Герб муниципального образования «Фалёнский район» — опознавательно-правовой знак, составленный и употребляемый в соответствии с правилами геральдики, служащий символом муниципального района «Фалёнский район» Кировской области Российской Федерации.

## Описание герба
Описание герба:
В лазоревом поле на золотой земле растение картофеля, с золотым стеблем и листьями и с тремя серебряными цветками.

## Обоснование символики
Обоснование символики:
Растение картофеля в гербе указывает на то, что Фалёнский район известен выведенным здесь сортом картофеля Фалёнский — раннеспелым, столовым, отличающимся высокой урожайностью и товарностью клубней, который с успехом выращивается не только в районе и области, но и в других регионах страны.
В пгт Фалёнки, административном центре района, расположена государственная селекционная станция, основанная в 1937 году — одно из старейших научных учреждений России. Основная фигура герба — растение картофеля — также обеспечивает геральдико-символическую связь с Фалёнским городским поселением, а также означает сельскохозяйственную ориентацию экономики района в целом. Символика основных цветовых решений герба черпается из богатых геральдических традиций.
Лазоревый (синий, голубой) цвет символизирует справедливость, настойчивость, верность и любовь к родине.
Золотой цвет олицетворяет солнце, источник жизни и богатства – духовного и материального, является символом благородства, любви, счастья, мудрости и щедрости.
Серебро символизирует милосердие, надежду, человеколюбие и согласие.

## История создания
- 23 декабря 2014 — герб района утверждён решением Фалёнской районной Думы[1].